# Daphnis (chi bướm)
Daphnis là một chi bướm đêm trong họ Sphingidae.

## Các loài
- Daphnis dohertyi - Rothschild, 1897
  - Daphnis dohertyi callusia - (Rothschild & Jordan, 1916)
- Daphnis hayesi - Cadiou, 1988
- Daphnis hypothous - (Cramer, 1780)
  - Daphnis hypothous crameri - Eitschberger & Melichar, 2010
- Daphnis layardii - Moore, 1882
- Daphnis minima - Butler, 1876
- Daphnis moorei - W.J. Macleay, 1866
- Daphnis nerii - (Linnaeus, 1758)
- Daphnis placida - (Walker, 1856)
  - Daphnis placida salomonis - Rothschild & Jordan, 1906
- Daphnis protrudens - Felder, 1874
  - Daphnis protrudens lecourti - Cadiou, 1997
- Daphnis torenia - Druce, 1882
- Daphnis vriesi - Hogenes & Treadaway, 1993

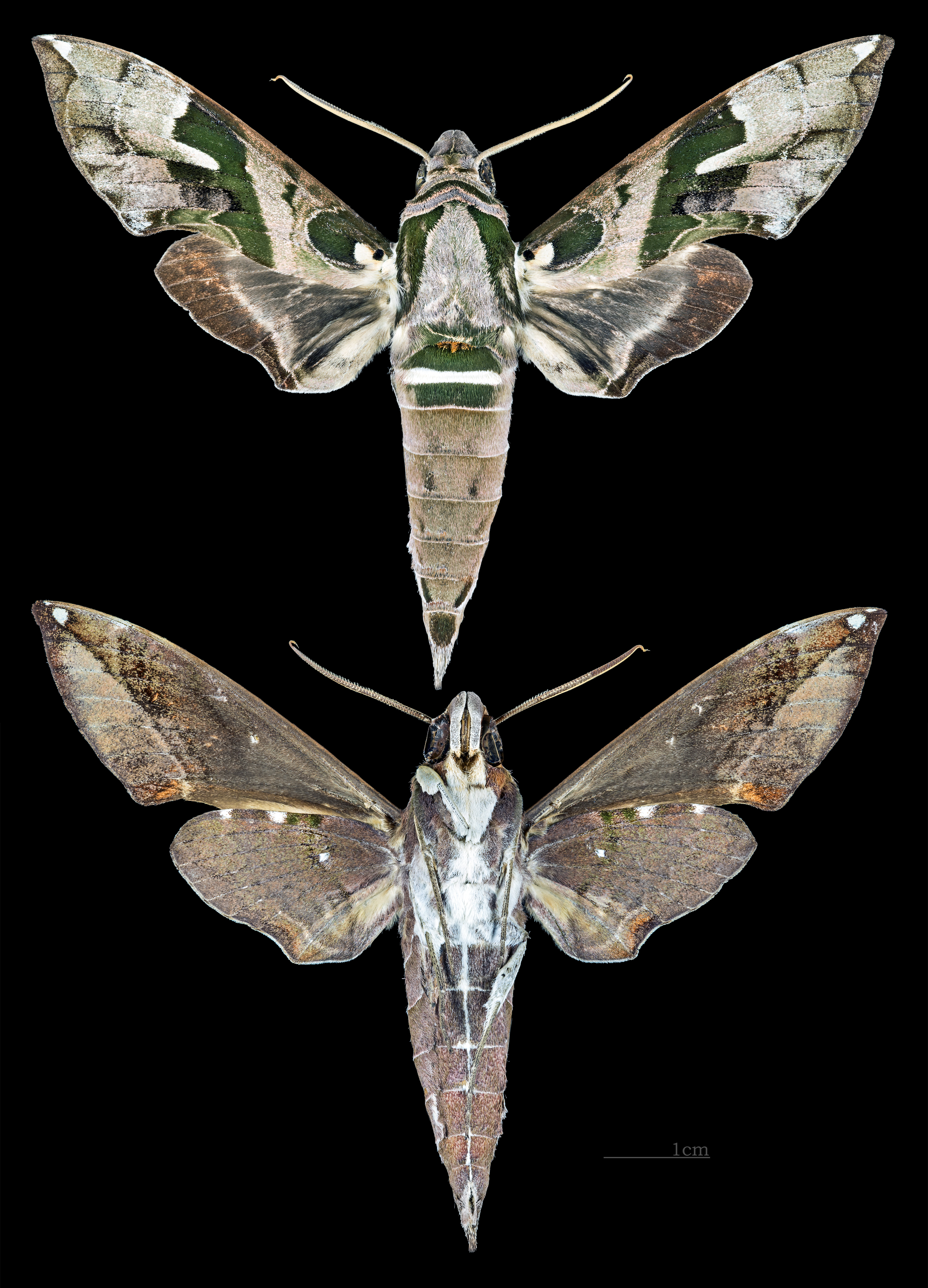
Daphnis dohertyi
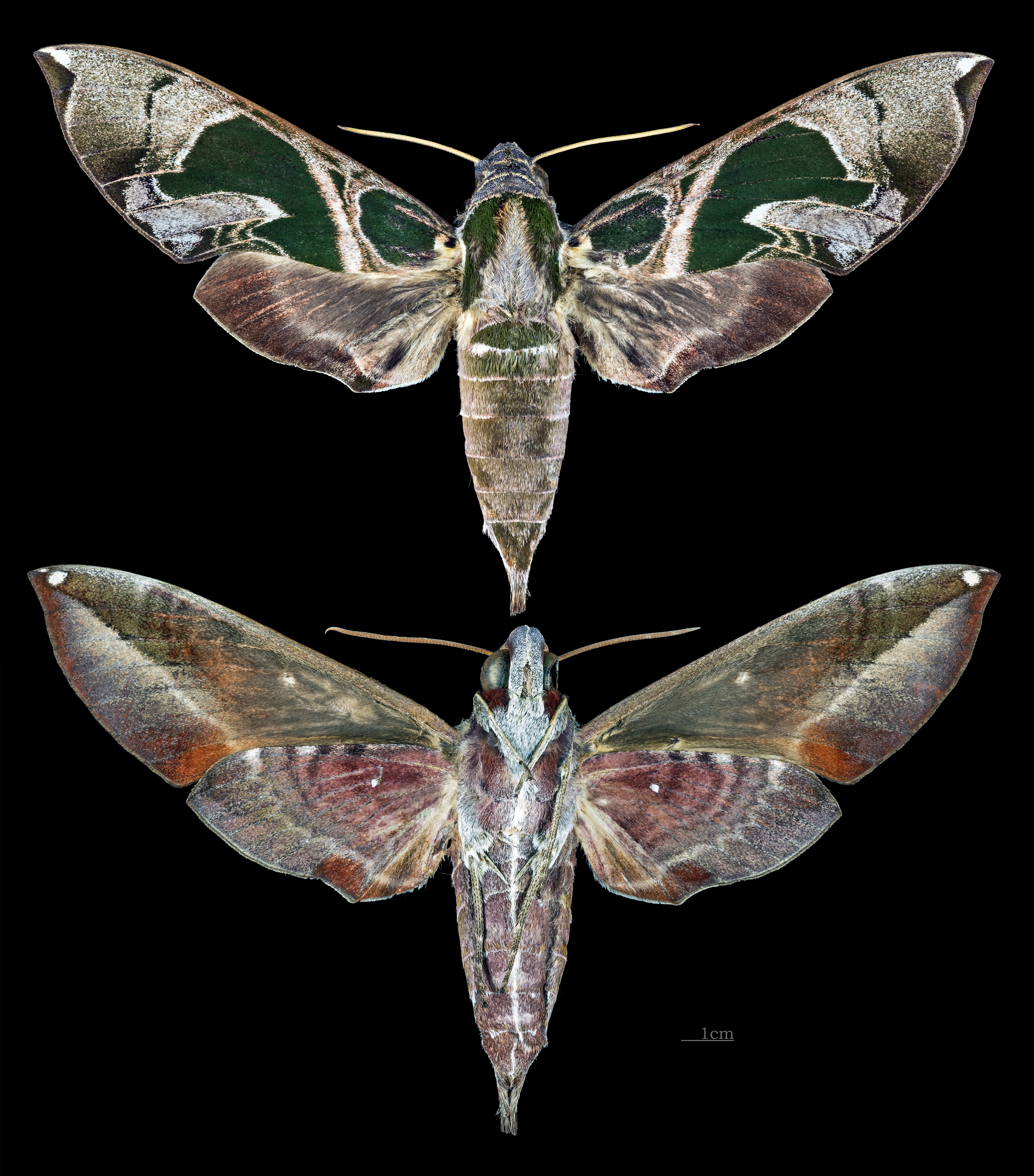
Daphnis hayesi
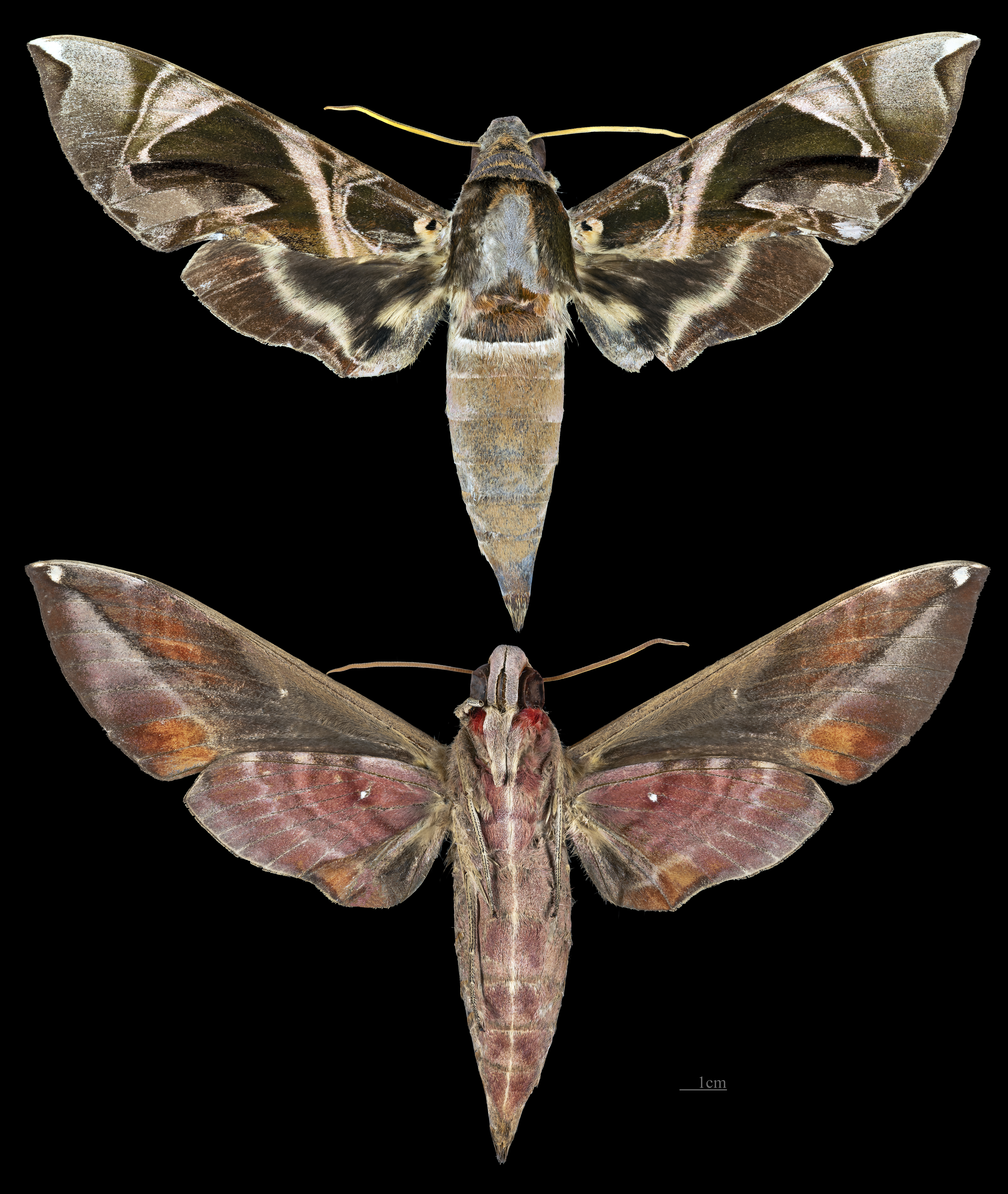
Daphnis hypothous
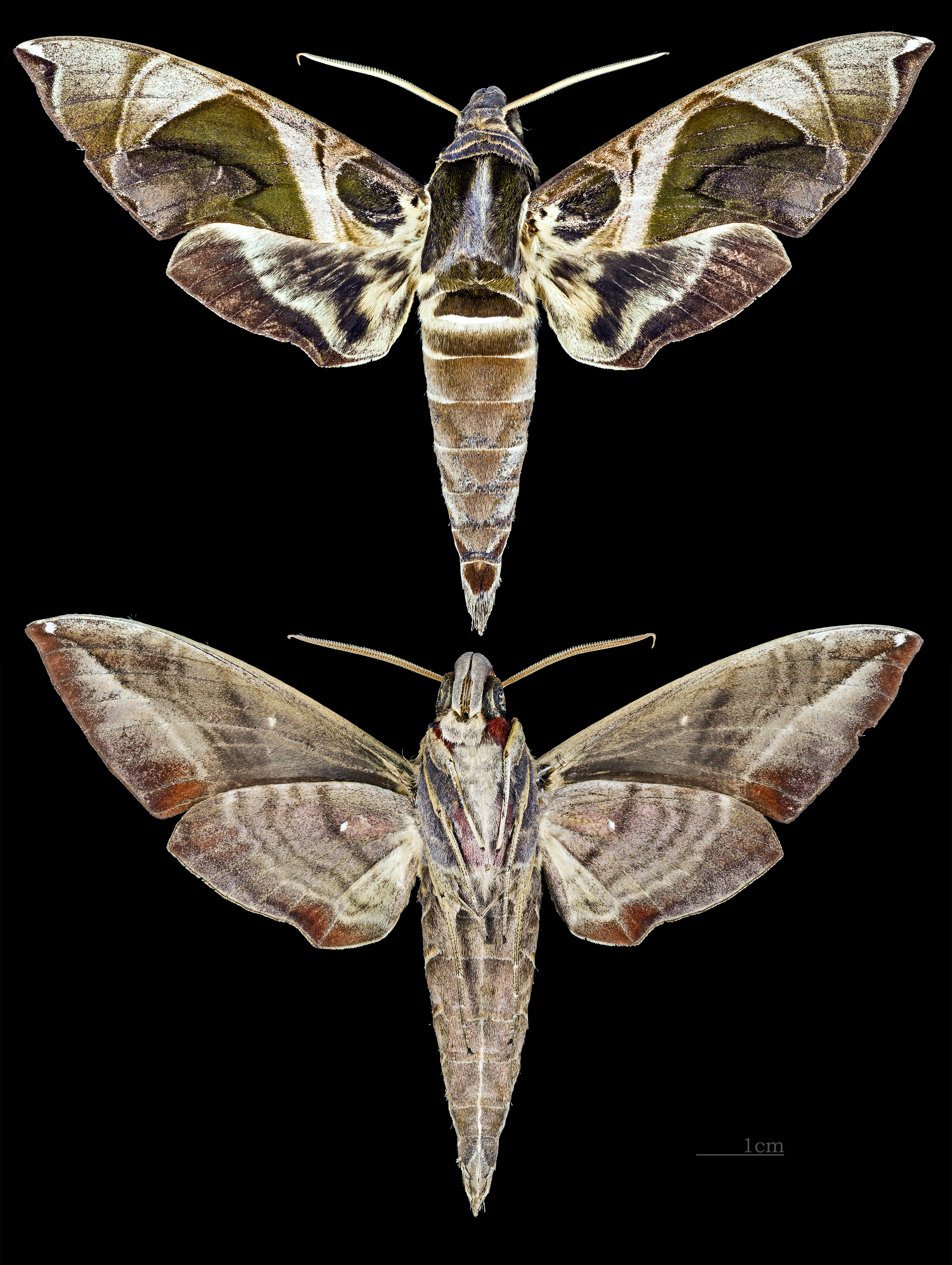
Daphnis moorei
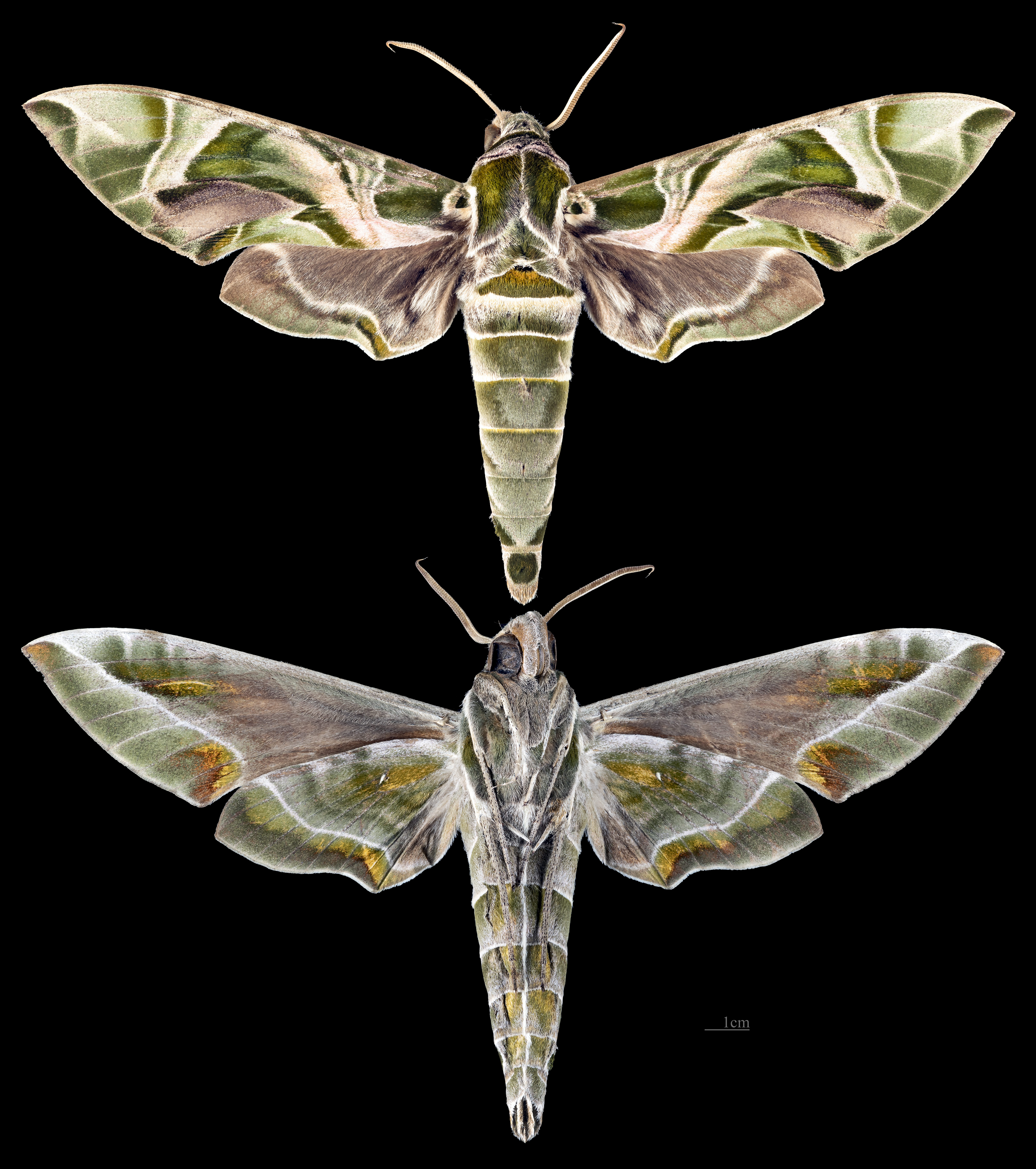
Daphnis nerii
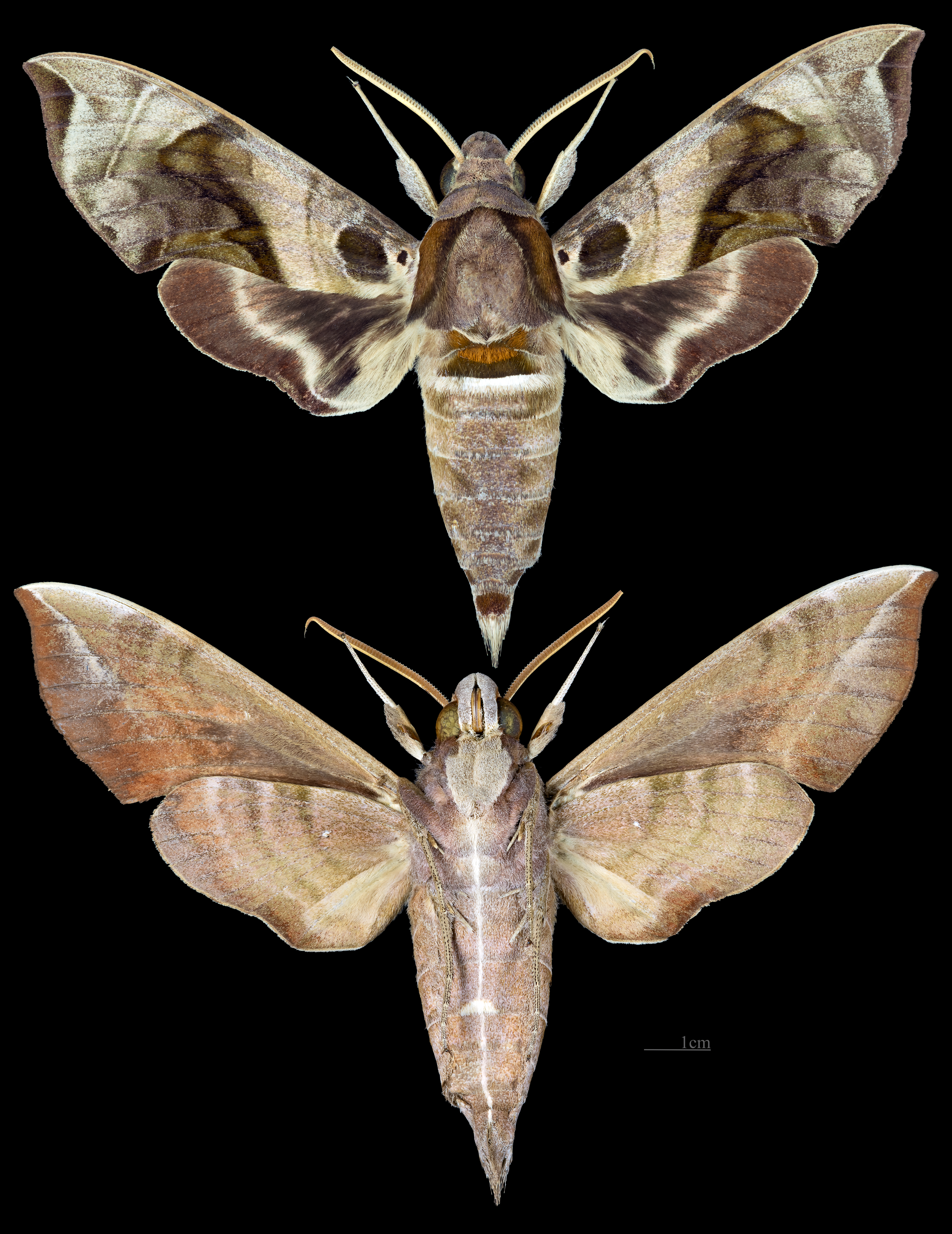
Daphnis placida
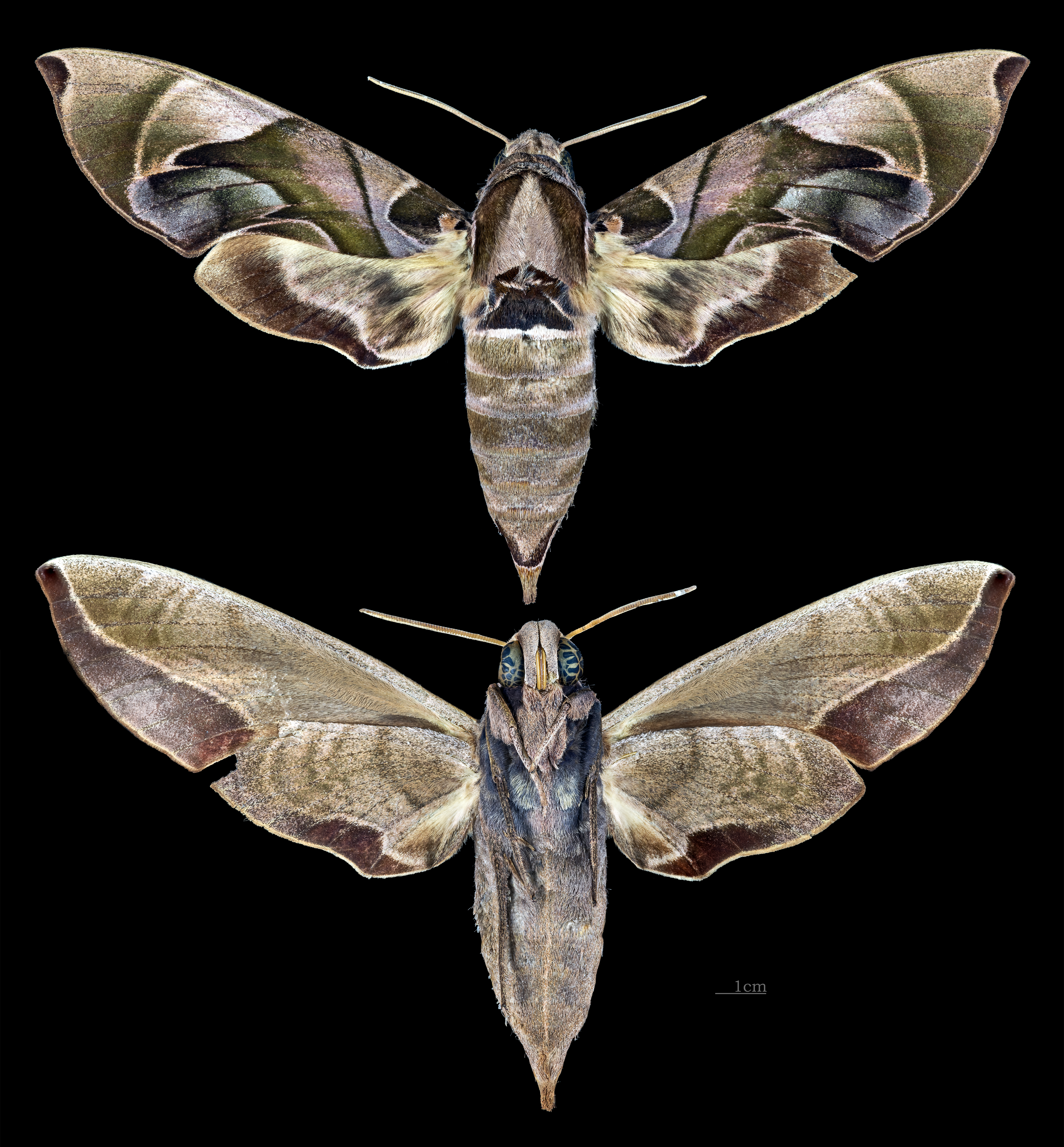
Daphnis protrudens
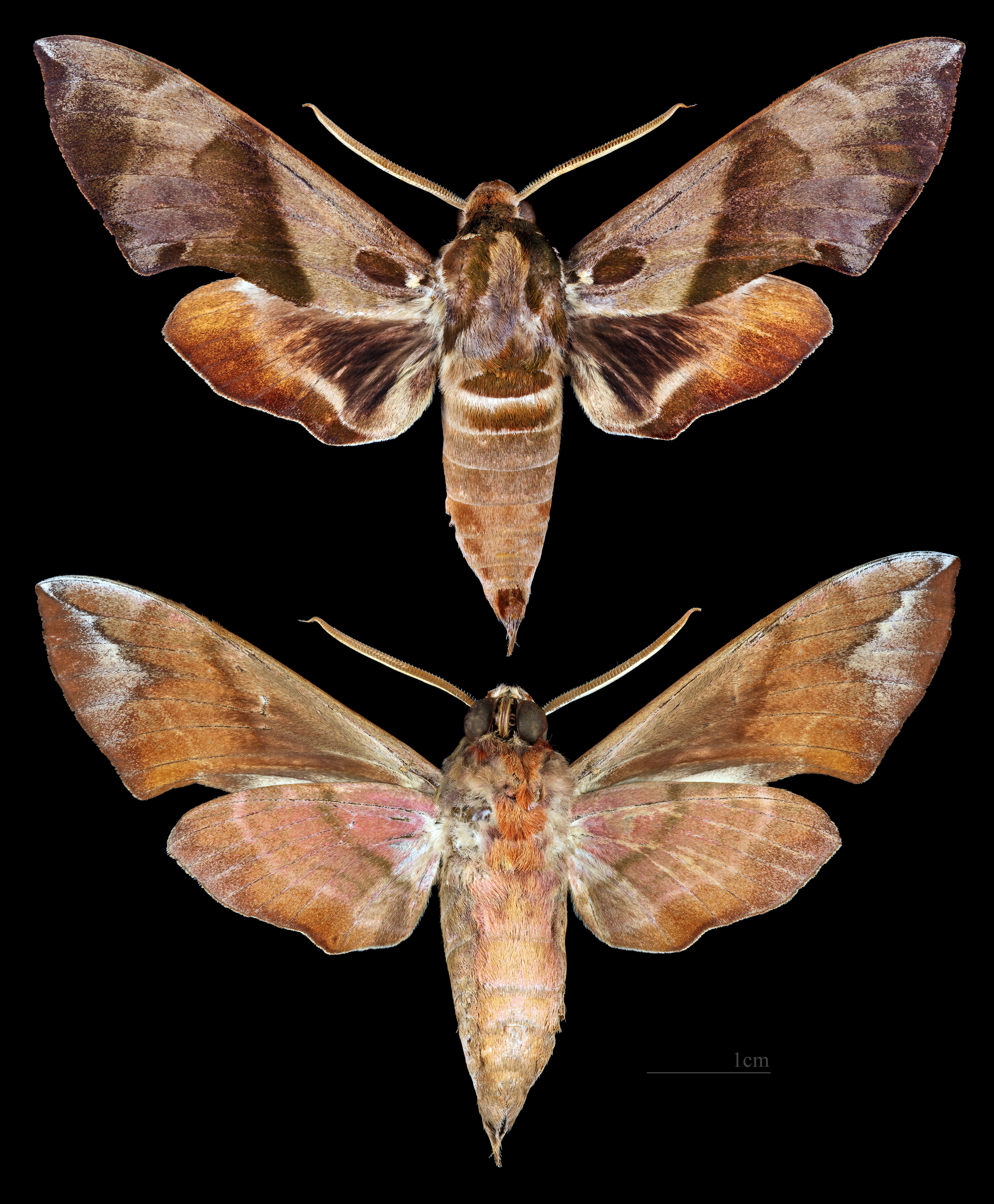
Daphnis torenia

## Hình ảnh

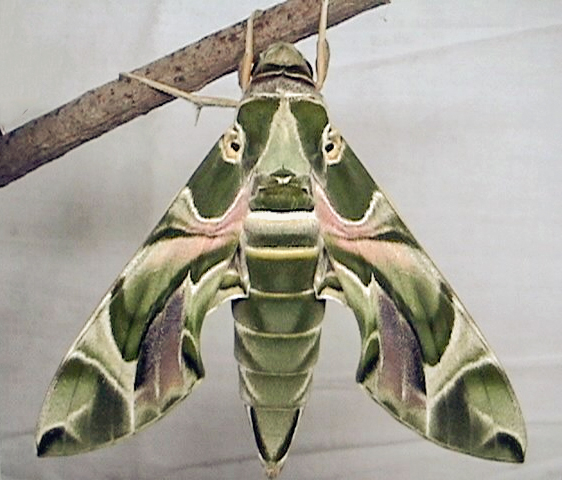
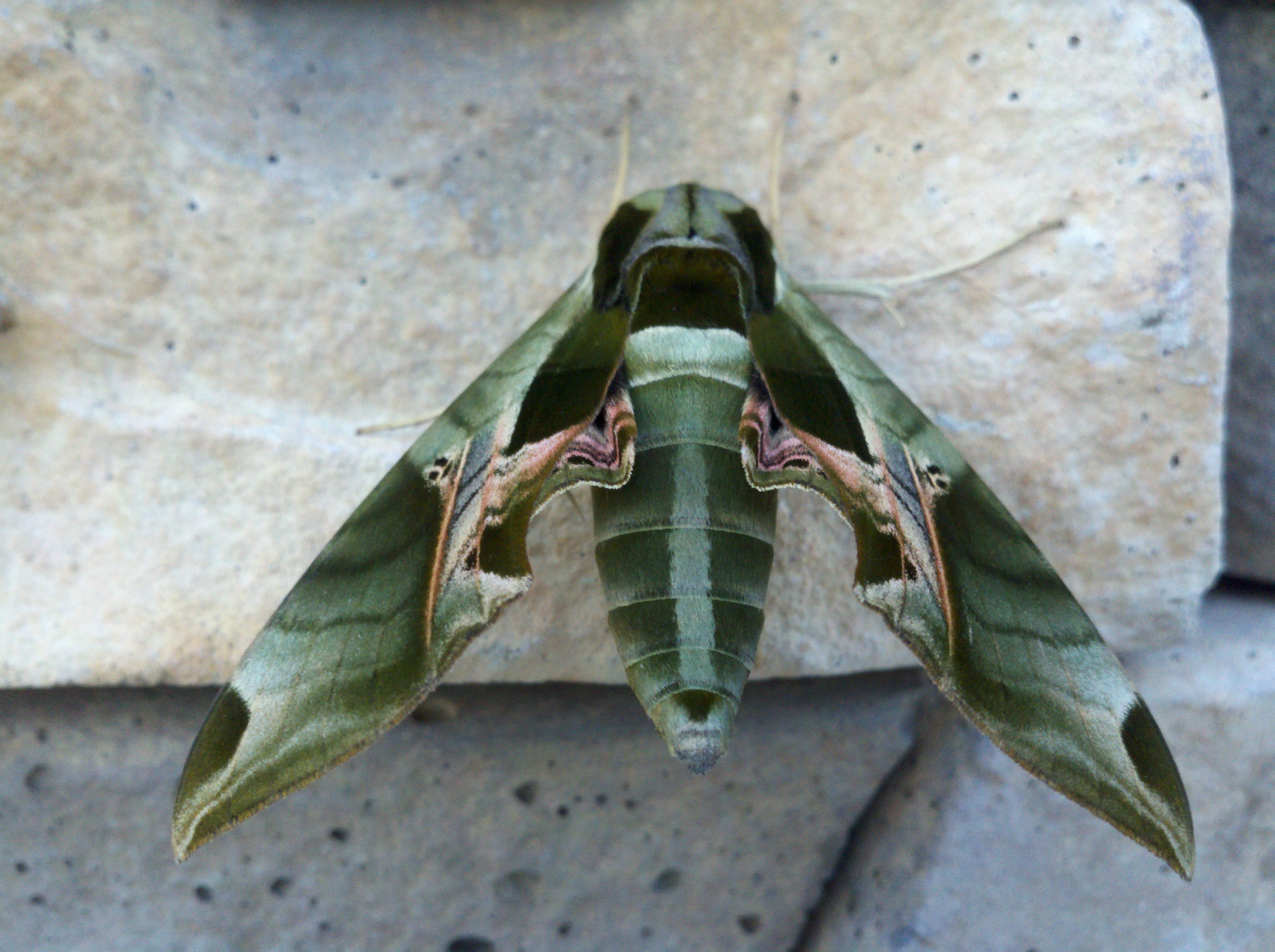